# ГЕС Луділа
ГЕС Луділа (鲁地拉水电站) — гідроелектростанція у центральній частині Китаю в провінції Юньнань. Знаходячись між ГЕС Lóngkāikǒu (вище по течії) та ГЕС Гван'їнянь, входить до складу каскаду на одній з найбільших річок світу Янцзи (розташовується на ділянці її верхньої течії, котра має назву Цзиньша). 
В межах проєкту річку перекрили греблею із ущільненого котком бетону висотою 140 метрів та довжиною 622 метри. Вона утримує водосховище із об’ємом 1718 млн м3 (корисний об’єм 376 млн м3) та нормальним рівнем поверхні на позначці 1223 метри НРМ. 
Споруджений у підземному виконанні пригреблевий машинний зал обладнали шістьома турбінами типу Френсіс потужністю по 360 МВт, які забезпечують виробництво 9957 млн кВт-год електроенергії. 
Видача продукції відбувається по ЛЕП, розрахованій на роботу під напругою 500 кВ.